# Шапиро, Пётр Иосифович
Пётр Иосифович Шапиро — советский хозяйственный, государственный и политический деятель.

## Биография
Родился в 1921 году в Житомире. Член КПСС.
Участник Великой Отечественной войны. С 1950 года — на хозяйственной, общественной и политической работе. В 1950—1985 гг. — старший горный мастер Шахтостроя, помощник главного инженера по технике безопасности, помощник начальника участка, технорук, начальник шахты, главный инженер рудника и рудоуправления, главный инженер Ленинабадского горно-химического комбината.
Лауреат Государственной премии СССР (1976).
Умер в Чкаловске в 1985 году.